# Pitta versicolor
La pita bulliciosa (Pitta versicolor), también conocida como pita gritona, es una especie de ave paseriforme de la familia Pittidae propia de Australia y Nueva Guinea (Indonesia y Papúa Nueva Guinea).

## Descripción
La especie es un pájaro multicolor. Tiene una cabeza y base del cuello negras con un píleo color castaño. Las alas son verdes con un borde frontal turquesa y el dorso también es verde. La garganta, el pecho y el vientre son amarillo limón. La cola es de color negro y las coberteras menores de la cola son rojo anaranjado.

## Taxonomía
Algunos autores consideran que Pitta versicolor es conespecífica con Pitta elegans o con Pitta iris, pero por lo general se considera que constituye una superespecie con estas dos últimas y con Pitta anerythra. Se reconocen tres subespecies con una línea de demarcación en Cairns.
- P. versicolor simillima Gould, 1868 se encuentra en el norte de Queensland y las islas del estrecho de Torres. Los miembros de esta subespecie migran a la parte sur de Nueva Guinea.
- P. versicolor intermedia Mathews, 1912 se encuentra en el noreste y centro de Queensland.
- P. versicolor versicolor Swainson, 1825 se encuentra en el resto de Queensland y hacia el sur hasta el río Hunter, en Nueva Gales del Sur.[5]

## Distribución y hábitat

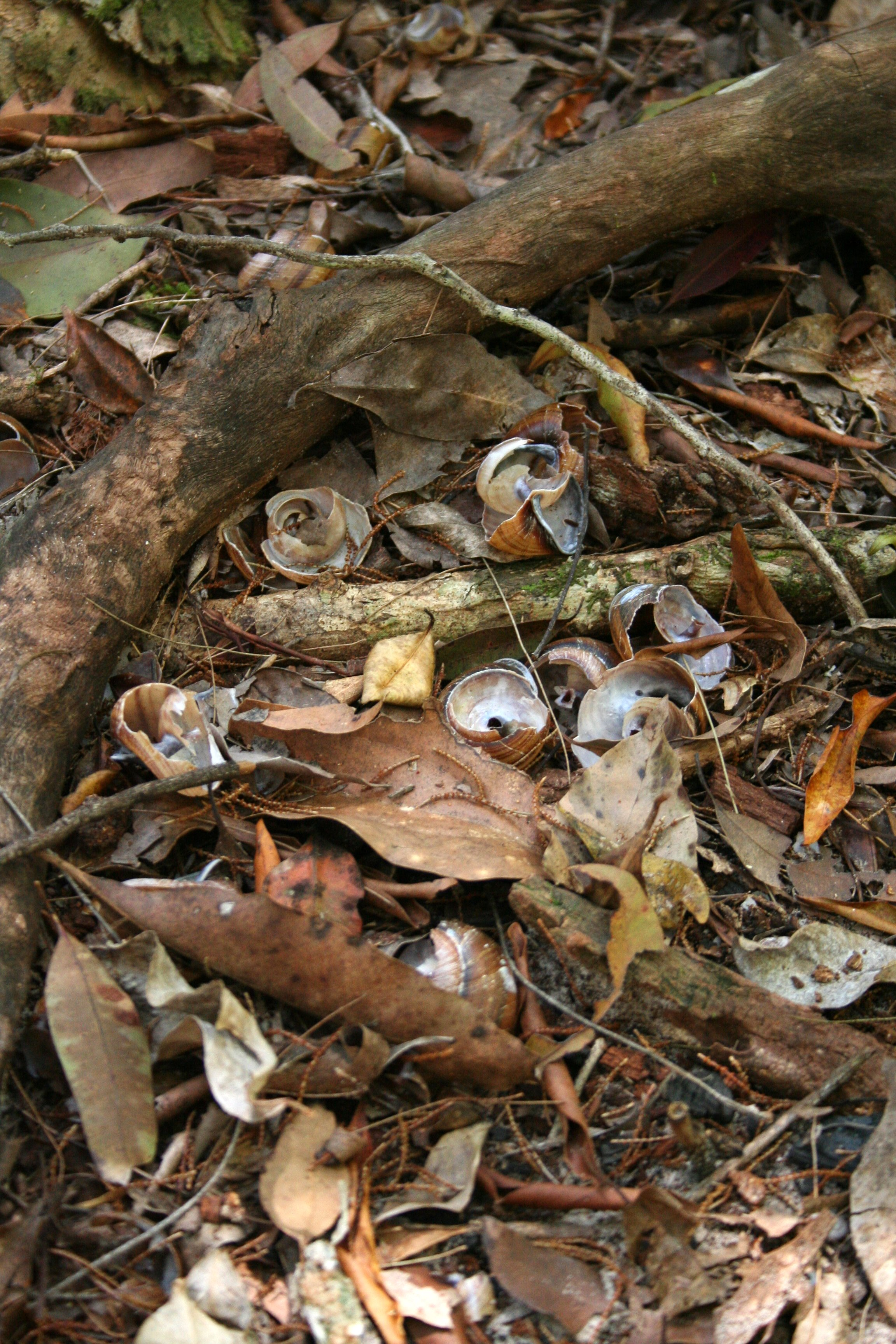
Un «yunque» donde la pita bulliciosa rompe conchas de caracoles de tierra.

La pita bulliciosa se encuentra en hábitats forestales a lo largo de la costa este de Australia. Su área de distribución se extiende desde el extremo norte de la península del Cabo York hacia el sur hasta la frontera entre Nueva Gales del Sur y Victoria. Aparece principalmente en la selva, pero también en ocasiones se encuentra en bosques secos y matorrales. Fuera de Australia se pueden encontrar en el sur de Nueva Guinea.

## Comportamiento

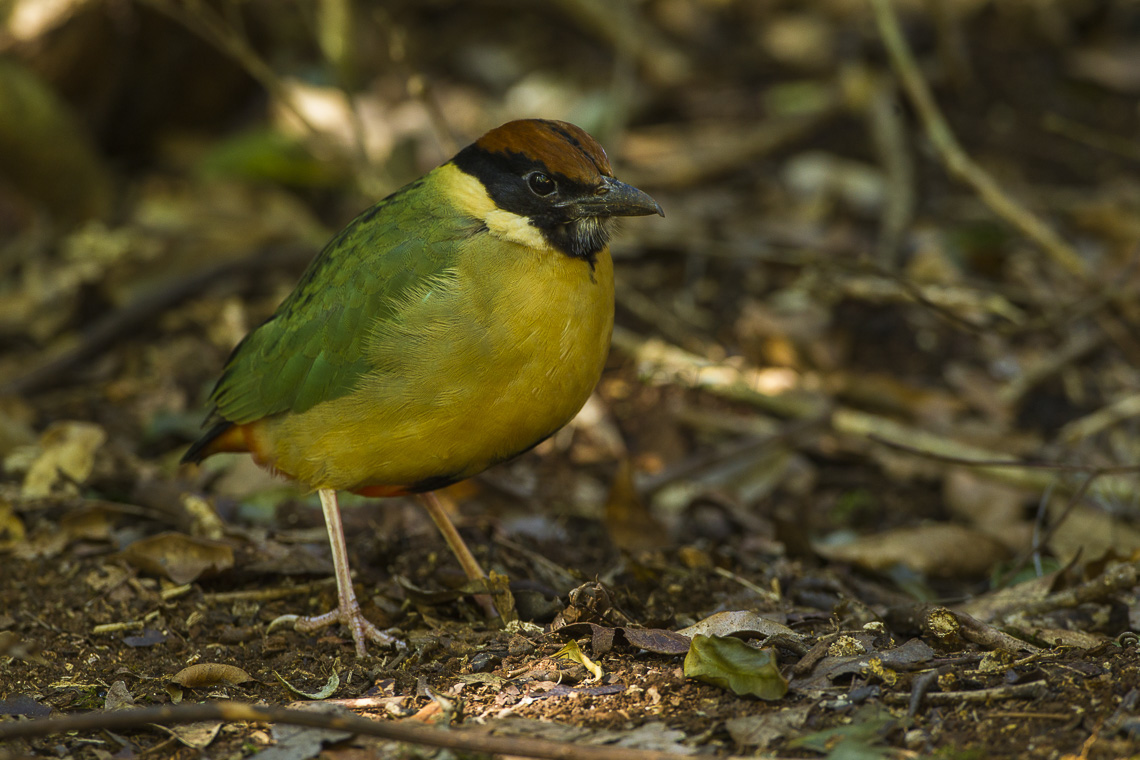
Una pita bulliciosa en el suelo.

La especie es un ave terrestre de bosque en el que hurga en la hojarasca buscando insectos, cochinillas, caracoles y otros invertebrados de los que se alimenta. Menea su cabeza de arriba abajo y chasquea su cola de lado a lado mientras se alimenta. Su dieta incluye un poco de fruta y abre las conchas de moluscos como Hedleyella falconeri sobre una piedra u otra superficie dura que habitualmente utiliza para este propósito.
Anida en un lugar oculto en el suelo, en donde incuba cuatro huevos a principios de verano. Es un ave tímida y su llamado distintivo se escucha frecuentemente cuando se ve al ave. Repite el llamado dos veces y, por lo general, consiste en una secuencia de tres notas ascendentes, en ocasiones similar a un «walk-to-work».

## Estado de conservación
La pita bulliciosa tiene una amplia distribución y se cree que es lo bastante común en hábitats apropiados en Queensland. Está catalogada como de «preocupación menor» por BirdLife International en la Lista Roja de Especies Amenazadas. Es posible que esté disminuyendo ligeramente en número a causa de la destrucción del hábitat, pero probablemente no a un ritmo lo suficientemente alto como para justificar elevar su estado a «casi amenazada».